# Christophe Bétard
Christophe Bétard, né à Épinal (Vosges) le 27 septembre 1984, est un coureur cycliste français champion du monde Xterra en 2015. Il pratique le cyclisme en compétition, sur route, en cyclo-cross, et sur E-bike. 

## Biographie
Christophe Bétard travaille chez Moustache Bikes en qualité de technicien événementiel.
Il a remporté la course cycliste de Harol en 2015.

## Période Covid-19
Christophe Bétard met en place une équipe de vététistes pour ravitailler les personnes seules et vulnérables pendant la période de confinement. Il s'agit d'une initiative qui facilite la vie des infirmiers et apporte du réconfort aux plus démunis et isolés, le tout dans le respect des gestes barrières. Pendant la période des restaurants fermés, il s'improvise livreur bénévole pour apporter des plats chauds à des personnes âgées et isolées mais aussi à des chauffeurs routiers.